# NGC 7615
إن جي سي 7615 التي يرمز لها بالرمز 2MASX J23195444+0823579، هي مجرة، في كوكبة الفرس الأعظم.

## الاكتشاف
اكتشفت في 16 أغسطس 1830، بواسطة جون هيرشل.